# Selliguea werneri
Selliguea werneri là một loài thực vật có mạch trong họ Polypodiaceae. Loài này được (Rosenst.) Pic. Serm. miêu tả khoa học đầu tiên năm 1977.